# Operacja Wilfred
Operacja Wilfred – brytyjski plan zaminowania wód terytorialnych Norwegii w czasie II wojny światowej w celu utrudnienia Niemcom transportu rudy żelaza ze Szwecji. Operacja została przeprowadzona w kwietniu 1940 roku, tuż przed niemiecką inwazją na Norwegię.

## Sytuacja
Za jedną z potencjalnych słabości hitlerowskich Niemiec postrzegano uzależnienie od stałego dopływu rudy żelaza. Surowiec ten był kluczowy dla niemieckiego przemysłu zbrojeniowego i zdolności Niemiec do prowadzenia długotrwałej wojny. Duża część rudy żelaza pochodziła z kopalni w północnej Szwecji i była transportowana dwiema drogami. Mniej więcej połowa wydobycia była wysyłana do norweskiego portu Narwik, który nie zamarzał przez cały rok, a następnie była transportowana do Niemiec statkami wzdłuż zachodniego wybrzeża Norwegii. Pozostała część była wysyłana za pośrednictwem szwedzkich portów nad Bałtykiem, jednakże przez cztery miesiące w roku były one skute lodem.

## Założenia planu
Wielka Brytania zdawała sobie sprawę, że tranzyt rudy żelaza przez Narwik ma olbrzymie znaczenie dla militarnego i gospodarczego potencjału nazistowskich Niemiec. Jednakże Norwegia była wówczas państwem neutralnym, a transport odbywał się na jej wodach terytorialnych. Ewentualna ingerencja wiązała się wiec z pogwałceniem norweskiej neutralności. Jako pierwszy za ingerencją opowiedział się Winston Churchill. Plany zaminowania norweskich wód pojawiły się już we wrześniu 1939 roku, tuż po agresji Niemiec na Polskę. Planowane pola minowe miały zmusić niemieckie okręty do opuszczenia norweskich wód terytorialnych i wypłynięcia na wodach międzynarodowe, gdzie Royal Navy miała je następnie przechwytywać bez pogwałcenia praw Norwegii. Zakładano także, że operacja Wilfred z czasem sprowokuje Niemców do zbrojnej interwencji w Norwegii i da Brytyjczykom pretekst do desantu (przygotowywany równolegle Plan R4) w celu odparcia Niemców i zupełnego pozbawienia ich dostaw rudy żelaza ze Szwecji.

## Przebieg i skutki operacji
Operację planowano przeprowadzić już w styczniu 1940 roku. Jednakże wobec sprzeciwu Norwegii i Szwecji została wówczas zawieszona.
Operacja została ostatecznie zatwierdzona przez Radę Wojenną 28 marca 1940 roku. Plan operacji Wilfred przewidywał udział trzech grup okrętów, które miały postawić pola minowe w okolicach Stadtlandet, Bodø i Vestfjord. Okręty wyszły z portu w Scapa Flow 5 kwietnia 1940 roku. Stawiacze min płynęły w eskorcie (między innymi – krążownik liniowy HMS „Renown”), na wypadek ewentualnej reakcji Norwegów. Minowanie rozpoczęto w nocy z 7 na 8 kwietnia 1940 roku.
W tym czasie niemiecka inwazja na Norwegię była już faktem (pierwsze niemieckie okręty wyszły w morze 3 kwietnia 1940 roku). Po udanym zajęciu Norwegii przez Niemców kwestia tranzytu surowców na wodach terytorialnych Norwegii i problem z poszanowaniem jej suwerenności stracił rację bytu.